# Cumbria
La Cumbria (AFI: /ˈkumbrja/; in inglese [ˈkʌmbriə], localmente [ˈkʊmbɾiə]) è una contea del nord-ovest dell'Inghilterra. Ospita il Lake District National Park, considerato come una delle zone più turistiche del Regno Unito, che ha fornito ispirazione per secoli a generazioni di artisti britannici. La cima più alta della contea (e dell'Inghilterra) è lo Scafell Pike, 978 m. Parti del Vallo di Adriano sono visibili nelle zone più a nord, a Carlisle e nei dintorni.

## Confini e divisioni amministrative
La Cumbria confina con Northumberland, County Durham, North Yorkshire, Lancashire, e le aree luogotenenziali scozzesi di Dumfries e Roxburgh, Ettrick e Lauderdale.
I confini sono costituiti dal Mare d'Irlanda fino alla baia di Morecambe a ovest, e dai Monti Pennini a est. Il confine settentrionale si estende dal Solway Firth lungo il confine con la Scozia fino al Northumberland.
La contea si suddivide in cinque distretti: Allerdale, Barrow-in-Furness, Carlisle, Copeland, Eden e South Lakeland.
La contea invia alla Camera dei Comuni 6 deputati, che rappresentano le circoscrizioni di Carlisle, Penrith & The Border, Workington, Copeland, Westmorland and Lonsdale e Barrow and Furness.

## Storia
La contea di Cumbria attuale fu creata con una legge del 1974, che riuniva le contee, ora abolite, del Cumberland e Westmorland, più la zona di Furness del Lancashire, e una sporgenza dello Yorkshire (già nota come Sedbergh Rural District). Il nome "Cumbria" era già usato da secoli per la regione.
A seguito della costituzione della Cumbria come contea non metropolitana, alcuni - specie i nativi della zona - continuano a chiamare la zona di Furness con il nome tradizionale di "Lancashire". Altri, come l'amministrazione locale, i dépliant turistici, la National Park Authority del Lake District, e la maggior parte dei visitatori descrivono la zona come "Cumbria".
La cultura locale è di origine prevalentemente celtica fino ai tempi non lontanissimi, e il nome dell'area deriva dalla denominazione celtica, in lingua cumbrica, essendo etimologicamente risalente al termine Gallese Cymru (pron. [ˈkəm.rɨ]), che significa "Galles". La Cumbria resta una delle zone più marcatamente celtiche dell'Inghilterra. Da non confondere con Cambria, il nome classico del Galles, che ha la stessa derivazione.

## Suddivisioni
|  | 1. Barrow-in-Furness 2. South Lakeland 3. Copeland 4. Allerdale 5. Eden 6. Carlisle |

## Località
- Allonby
- Alston
- Ambleside
- Appleby-in-Westmorland
- Arnside
- Aspatria
- Barrow-in-Furness
- Bigrigg
- Bootle
- Bowness-on-Windermere
- Brampton
- Brough (ed il suo storico castello)
- Burneside
- Burton-in-Kendal
- Carlisle Cartmel
- Cleator
- Cleator Moo
- Cockermouth
- Coniston
- Dalton-in-Furness
- Dalston
- Dent
- Distington
- Egremont
- Ennerdale
- Eskdale
- Frizington
- Glenridding
- Gosforth
- Grange-over-Sands
- Grasmere
- Hackthorpe
- Haile
- Hawkshead
- Holmrook
- Kendal
- Keld
- Keswick
- Kirkby Lonsdale
- Kirkby Stephen
- Lanercost
- Langdale
- Longsleddale
- Lowca
- Maryport
- Millom
- Milnthorpe
- Moor Row
- Muncaster
- Nethertown
- Newby Bridge
- Oulton
- Oxenholme
- Parton
- Patterdale
- Penrith
- Pelutho
- Pica
- Ponsonby
- Pooley Bridge
- Ravenglass
- Seascale
- Seaton
- Sedbergh
- Sellafield
- Shap
- Silloth
- St Bees
- Staveley
- Swarthmoor
- Tebay
- Temple Sowerby
- Thornhill
- Ulverston
- Upton
- Walton
- Wetheral
- Whitehaven
- Wigton
- Wilton
- Windermere
- Woodend
- Workington

## Monumenti e luoghi d'interesse
- Località
  - Brantwood
  - Buttermere
  - Cockermouth
  - Firbank Fell
  - Isola di Piel
  - Kirkby Lonsdale
  - Priorato di Cartmel
  - Priorato di Lanercost
  - Ravenglass
  - Rheged
  - Riserva naturale di Hodbarrow
  - Thirlmere
- Musei e residenze storiche:
  - Abbazia di Furness
  - Castello di Muncaster
  - Castello e giardini di Sizergh
  - Castello di Hartley
  - Levens Hall
  - Castello di Lowther
  - Museo RAF di Millom
  - Museo etnografico di Millom
  - Museo minerario di Haig Colliery
- Ferrovie storiche:
  - Eden Valley Railway (ferrovia storica)
  - Lakeside & Haverthwaite Railway (ferrovia storica con sede alla stazione di Haverthwaite)
  - Ravenglass & Eskdale Railway (ferrovia storica)
- Laghi:
  - Bacino di Fisher Tarn
  - Bacino di Killington
  - Coniston Water
  - Crummock Water
  - Derwent Water
  - Ennerdale Water
  - Haweswater
  - Lago di Bassenthwaite
  - Lago di Windermere
  - Rydal Water
  - Ullswater
  - Wast Water
- Monumenti megalitici:
  - Cerchio di pietre di Castlerigg
- Varie:
  - Centro di ritrattamento nucleare di Sellafield